# 有明交通
有明交通株式会社（ありあけこうつう）は、福岡県柳川市に本社を置く貸切バス・タクシー事業者である。

## 沿革
有明交通株式会社は昭和38年に旧山門郡大和町を基盤に有限会社有明タクシーから始まる。

その後、大牟田営業所を開き、昭和52年に有明観光バス（貸切バス）を運行を開始する。昭和53年に有明観光バスと有明タクシーを合併し有明交通株式会社とする。福岡県貸切バス協会に加盟している。

現在は、タクシーが柳川本社とし、大牟田営業所、みやま市高田営業所、大和町中島営業所をもち柳川市・みやま市を基盤に運行している。
貸切バスについて
は、南筑後地区を基盤に運行している。
また、旅行会社も併設し、地元で「ありあけさん」と言われ親しまれている。